# Gretchen Walsh
Gretchen Claire Walsh, född 29 januari 2003, är en amerikansk simmare. Hennes äldre syster Alexandra Walsh är också simmare.

## Karriär
Vid Världsmästerskapen i simsport 2023 tog hon brons på 50 meter fjärilsim. Hon ingick även i det amerikanska laget som tog silver på 4x100 meter frisim och guld på 4x100 meter medley. Vid de amerikanska OS-uttagningarna, i juni 2024, inför OS 2024 satte hon världsrekord på 100 meter fjärilsim med tiden  55,18 sekunder vilket var 30 hundradelar snabbare än Sarah Sjöströms tidigare rekord.
Under de olympiska sommarspelen 2024 tog Walsh silver på 100 meter fjärilsim. Hon tog också tre medaljer i lagkapp. Guld på 4x100 meter medley, både mixade lag och för damer, samt silver på 4x100 meter frisim. På damernas 4x100 meter medley simmade hon fjärilssträckan i det lag som slog världsrekord i finalen med 3.49,63.